# Ascidia azurea
Ascidia azurea is een zakpijpensoort uit de familie van de Ascidiidae. De wetenschappelijke naam van de soort is voor het eerst geldig gepubliceerd in 1996 door het echtpaar Claude en Francoise Monniot.